# 517
Évszázadok: 5. század – 6. század – 7. század
Évtizedek: 460-as évek – 470-es évek – 480-as évek – 490-es évek – 500-as évek – 510-es évek – 520-as évek – 530-as évek – 540-es évek – 550-es évek – 560-as évek
Évek: 512 – 513 – 514 – 515 –  516 – 517 – 518 – 519 – 520 – 521 – 522

## Események

### Európa
- A katolikus Sigismund burgund király helyzete bizonytalanná válik, ariánus vallású népe idegenkedik tőle. I. Anasztasziosz bizánci császárral igyekszik szövetséget kötni, aki patriciusi címet is adományoz neki. Emiatt azonban viszonya megromlik Theoderic osztrogót királlyal, valamint a Theoderic szövetségét szorgalmazó fiával, Sigerickel.
- Sigismund feleségül adja lányát, Suavegottát I. Theuderich frank királyhoz.
- A burgundiai Epanoéban zsinatot hívnak össze, ahol a királyság püspökei előírják, hogy csak kőből szabad oltárt készíteni.
- Az osztrogót Theoderic Flavius Agapitust nevezi ki Itália consuljává.
- Meghal I. Timotheosz, Konstantinápoly pátriárkája; ebben az évben nem választják meg utódját. Ugyanebben az évben száműzetésében meghal II. Makedoniosz volt pátriárka, akit Anasztasziosz császár lemondatott, hogy a monofizita Timoteosz foglalja el a székét.
- Hormisdas pápa Konstantinápolyba küldi Ennodius püspököt, hogy ismét megpróbálják felszámolni az akakioszi egyházszakadást. Anasztasziosz császár azonban továbbra sem hajlandó eretneknek nyilvánítani Akakioszt és megszakítja a tárgyalásokat.

### Kína
- A dél-kínai Liang-dinasztia császára, Vu nyilvánvalóvá teszi buddhista nézeteit, amikor megtiltja állatok feláldozását az ősök tiszteletére (helyette előbb száraz húst, majd tésztából gyúrt állatfigurákat engedélyez). Ezenfelül megtiltja hogy a császári takácsok istenek vagy állatok képét szőjék a szövetekbe, mert a szabás során képük megrongálódása sértheti az isteneket vagy az állatokat.

## Születések
- Athanagild, vizigót király

## Halálozások
- II. Makedoniosz, konstantinápolyi pátriárka
- I. Timotheosz, konstantinápolyi pátriárka

## Fordítás
- Ez a szócikk részben vagy egészben  a(z)   517 című német Wikipédia-szócikk ezen változatának fordításán alapul.  Az eredeti cikk szerkesztőit annak laptörténete sorolja fel. Ez a jelzés csupán a megfogalmazás eredetét és a szerzői jogokat jelzi, nem szolgál a cikkben szereplő információk forrásmegjelöléseként.